# Prostitution aux Samoa américaines
La prostitution aux Samoa américaines est l'activité de prostitution exercée aux Samoa américaines bien qu'illégale, tout comme les activités connexes telles que la tenue de lupanars et le proxénétisme.

## Répression
Ces actes sont punis par la loi, notamment par une amende de plus de 500 $ ou une peine d'emprisonnement pouvant aller jusqu'à un an pour les clients de la prostitution. La prostitution se produit dans les bars et les boîtes de nuit, ainsi que dans les bateaux amarrés dans les ports.
La nouvelle de W. Somerset Maugham Rain sur une missionnaire essayant de faire renoncer une prostituée à son travail est basée sur la visite de Maugham à la capitale des Samoa américaines, Pago Pago, en 1916.

## Législation
Bien qu'ils soient un territoire non incorporé des États-Unis, les Samoa américaines sont autonomes et ont leurs propres lois.
Le chapitre 37 du titre 46 (Justice pénale) du Code des Samoa américaines légifère contre la prostitution et les activités connexes :
- 46.3701 Définitions. (définit les termes utilisés dans la législation)
- 46.3702 Prostitution. (criminalise l'acte de prostitution)
- 46.3703 Patronner la prostitution. (criminalise l'achat de sexe)
- 46.3704 Prostitution et prostitution condescendante - Sexe des parties sans défense (rend les infractions neutres en matière de genre)
- 46.3705 Promouvoir la prostitution au premier degré. (criminalise la prostitution forcée et la prostitution enfantine)
- 46.3706 Promouvoir la prostitution au deuxième degré. (criminalise le proxénétisme, le proxénétisme et la tenue de bordel)
- 46.3707 Les maisons de prostitution sont considérées comme des nuisances publiques. (donne aux tribunaux le pouvoir de fermer les locaux utilisés à des fins de prostitution pendant un an maximum)

## Trafic sexuel
Les jeunes femmes des Samoa voisines sont amenées sur l'île, souvent par le biais de relations familiales, pour des tâches domestiques et sont ensuite victimes de trafic sexuel.
En 2007, cinq ressortissants chinois ont été emprisonnés pour trafic de femmes chinoises qui travaillaient comme prostituées dans des bars et des discothèques. Les deux meneurs ont été condamnés à 62 et 63 mois de prison. Les victimes se sont vu confisquer leur passeport, n'ont pas été payés et n'ont pas été autorisées à partir tant qu'elles n'ont pas payé leurs dettes,.
Des agents des forces de l'ordre ont fait une descente au bureau de l'immigration du territoire américain en janvier 2010. Il a été allégué qu'au cours des six mois précédents, les agents de l'immigration avaient renoncé à identifier les victimes de la traite, en omettant d'effectuer les contrôles requis sur les personnes entrant dans le pays. Des centaines de victimes potentielles ont pu être amenées de cette manière au cours de la période, via un réseau de prostitution.
Le Gouvernement des Samoa américaines a adopté une loi spécifique pour lutter contre la traite des êtres humains. La législation répressive a été encore renforcée en 2014.

## Voir également
- Prostitution aux États-Unis